# 이스케이프 더 페이트
이스케이프 더 페이트(영어: Escape the Fate, 이하 ETF)는 2004년 미국 네바다주 라스베이거스에서 결성된 포스트 하드코어 밴드이다. 에피타프 레코드와 계약 후 2006년 데뷔 EP 앨범인 《There's No Sympathy for the Dead》를 발표했고, 그 후에 2006년 9월 26일 첫번째 정규앨범 《Dying Is Your Latest Fashion》를 발표한다. 두번째 공식 앨범인 This War Is Ours는 2008년 10월 21일에 발매되었다.

## 역사

### 결성과 Dying Is Your Latest Fashion (2005~2006)
ETF를 결성하기 전 보컬리스트 로니 래드키, 베이시스트 맥스 그린, 드러머 로버트 오르티즈, 리드 기타리스트 몬테 머니, 리듬 기타리스트 오마르 에스피노사 그리고 키보디스트인 칼순 엘렌은 여러 밴드들에서 함께 활동하고 있었다. 이후 2004년 몬티 머니를 주축으로 멤버들을 규합하여 ETF를 결성하게 되었다.
2005년 9월에 ETF는 마이 케미컬 로맨스에 의해 평가된 한 지역 라디오 대회에서 우승을 했다. 그 소규모 공연의 상으로 그들에게 알카라인 트리오, 레기 앤 더 풀 이펙트와 함께 투어할 수 있는 기회를 주었으며, 이어서 ETF의 레코드를 에피타프 레코드와 계약할 수 있도록 이끌었다.
2006년 5월 23일에 ETF는 그들의 데뷔 EP 앨범인 《There's No Sympathy for the Dead》를 발매한다. 이 EP에는 나중에 공식앨범인 《Dying Is Your Latest Fashion》에 수록될 두 곡을 포함하고 있다. 이 EP는 마이클 바스켓에 의해 프로듀싱 되었으며, 팬들에게 레코드 레이블과 밴드가 주목받는데 기여하였다. 이 EP가 발매된 후에 키보디스트 카슨 앨런은 On The Last Day에 합류하기 위해서 밴드를 떠났다.
2006년 9월 26일에 ETF는 그들의 첫벗째 공식 앨범인 《Dying Is Your Latest Fashion》을 발매한다.

### 로니와 에스피노사의 탈퇴 (2007~2008)
2007년 Black on Black 투어 중 리듬 기타리스트 오마르 에스피노사가 개인 사정으로 밴드를 떠났다.
메인 보컬리스트인 로니 래드키는 그가 마약 복용과 더불어 Michael Cook을 사망까지 이끌은 구타로 경찰에 체포되어 징역형을 선고받자 밴드를 떠날 것을 요구받았다. 그는 현재 폴링 인 리버스라는 새로운 밴드에 있다. 그들은 새 앨범 녹음을 시작할 것이며 로니가 출소하면 투어를 할 계획이다. 이후 ETF의 멤버들은 로니를 여러차례 공개적으로 비난하기도 했다.
맥스 그린은 "처음에 우리는 이 나라 밖으로 투어를 못갔지만, 지금은 이 주 밖으로 나가지 못한다"라고 하였다.

### This War Is Ours (2008~2009)
로니가 떠난 뒤 블레스더폴의 전 보컬리스트인 크레이그 마빗이 밴드에 합류했다. 처음에는 잠깐 대체로만 있었지만 나중에는 공식적인 멤버가 되었다.
《This War Is Ours》는 2008년 10월 21일에 발매되었다. 이 앨범에는 싱글인 "The Flood", "Something", 그리고 "10 Miles Wide"를 포함하고 있었다. 이것이 크레이그 마빗이 처음으로 ETF의 앨범에 참여한 것이다.
《This War Is Ours》투어 전에 ETF는 단 한번도 완벽한 투어를 하지 못했다.
ETF는 나중에 어택 어택!, 번 할로, 윌리엄 컨트롤, 그리고 블랙 타이드와 함께 'This War Is Ours' 투어를 했다.
"The Flood"는 게임 Rock Band와 Rock Band 2를 위한 Warped Tour 첫번째 팩과 함께 발매되었다.

### 먼 계획 (2009~현재)
크레이그는 ETF가 벌써 5개의 신곡을 작업했고, 2009 반스 Warped Tour 투어 공연을 계획하는 동안 녹음도 시작했다는 정보를 흘려줬다. 5월 31일에, 크레이그는 그의 트위터에 '다음 앨범에 수록된 7개의 데모 음악을 끝냈다. 저어어엉말 흥분된다. 헤비해진 몬테한테 감사한다'고 하며 더 헤비한 음악의 가능성을 암시했다. 또한 그는 새로운 노래에는 스크리밍을 더 넣으라는 팬들의 말에 답했다.
2009년 Warped Tour에서의 최근 인터뷰에서 ETF는 겨울에 언젠가 녹음하고 2010년 봄쯤에 새 앨범을 발매할 것이라고 했다. 크레이그 마빗은 또한 Warped Tour 이후에 새로운 곡을 내놓을 것이라고 말했다.
2009년 Warped Tour의 다른 인터뷰에서는 맥스 그린이 "에라이 슈발! 이거 발매하는거 못 기다리겠네. 이건 뭐냐면 뭐 헤비하다고 볼 수 있지. 엄청 그런건 아닌데 뭐 한 종류의, 모르겠다. 시끄러워"라고 했다. 또한 그는 ETF와 몇몇 곡을 함께 작업했던 머틀리 크루의 믹 마스와 함께 공동 작업한 노래도 특별히 수록할 것이라고 했다.
최근 소식에 따르면 ETF는 10월 16일에 시작하는 Hollywood Undead 와 Atreyu의 가을 투어에 참여할 것이라고 한다. 그들의 마이스페이스에는 그들이 12월에 유럽 투어를 할 것이지만 2월까지의 공연은 없을것이라며 2010년 1월에 녹음할 가능성을 보였다.
그루비, 크레이그, 그리고 맥스와의 최근 인터뷰에서 겨울중에 《This War Is Ours》의 '레드, 딜럭스, 좆같은 플래티넘 re-released, 보너스, feature, double sneak preiew'를 낼 것이라고 했지만 그건 때가 되면 더 자세히 얘기할 것이라고 했다. 또한 그는 2010년 봄중에 새 앨범이 나올것이라고 했다.
ETF는 최근 마이스페이스를 통해 2010년 1월 9일에 《This War Is Ours》를 위한 비디오를 찍을것이라고 게시했다. 이것은 Yost 극장에서 찍게 될것이다.

## 디스코그래피
스튜디오 앨범
- Dying Is Your Latest Fashion (2006)
- This War Is Ours (2008)
- Escape the Fate (2010)
- Ungrateful (2013)
- Hate Me (2015)
- I Am Human (2018)